# 庫達什夫卡
庫達什夫卡（烏克蘭語：Кудашівка），是烏克蘭中部第聶伯羅彼得羅夫斯克州克里維里赫區的村落，距離赫里斯托福里夫卡1公里，處於博科文卡河畔，海拔高度72米，2001年人口129。